# Acid house

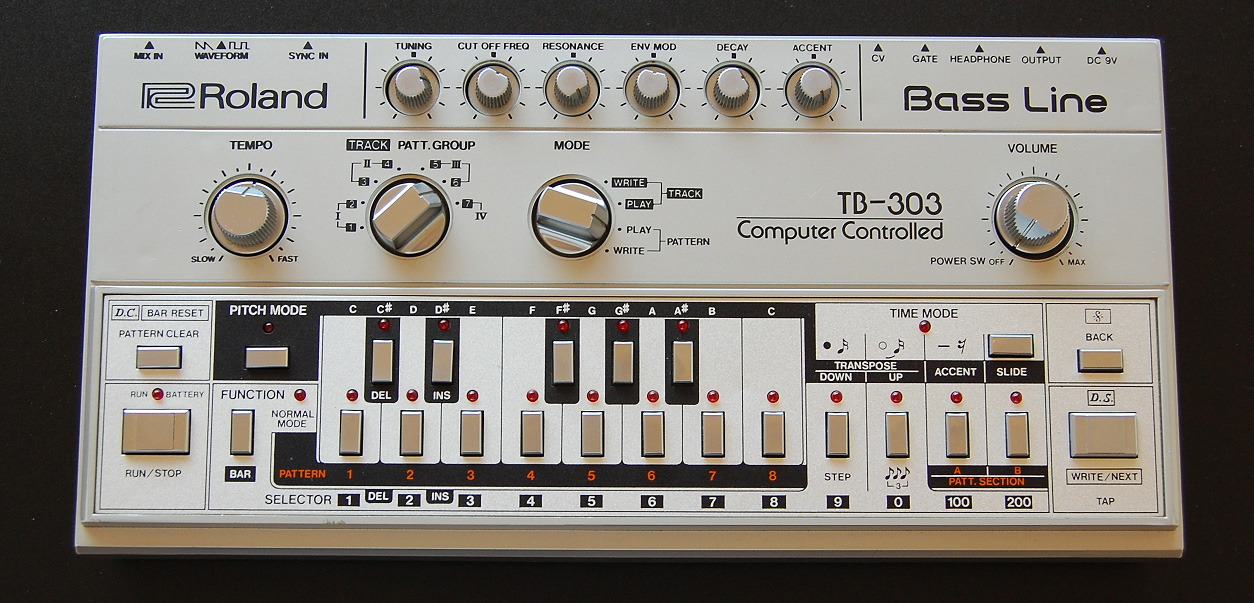
Roland TB-303.

Acid house je hudební styl, patřící mezi odnože house music. Acid House se vyvíjel v Chicagu zhruba ve stejnou dobu jako Techno v Detroitu a to v průběhu 80. let 20. století.

## Charakteristika
Pro acid house je charakteristická minimální zvuková struktura, obyčejně tvořena těmito nástroji/přístroji: bicí automat (Roland TR 808, Roland TR 909) a basový syntezátor (Roland TB 303), jehož „kyselé“ zvuky daly zřejmě žánru také jméno (spíše než podle slangového označení LSD: acid, kyselina). Jistý hudební publicista přirovnal zvuk syntezátoru 303 také k dravému „zpěvu ptáků“. Pro doplnění skladby se často používá také sampler. Acid House a Techno mají jisté odlišnosti: pro Acid House jsou charakteristické právě vrstvené, postupně gradující a syrové zvuky Roland TB 303 a zvukový minimalizmus, ačkoliv zvukově často přechází až do Trance.

## Acid House v současnosti
Oproti zakladatelům z USA (DJ Pierre, Robert Armani, Green Velvet, Damon Wild) stojí dnes také početná evropská scéna, jejímž představitelům (Josh Wink, Emmanuel Top, Laurent Garnier) se podařilo již proniknout do tzv. mainstreamových médií.

## Interpreti
Původní
- Adonis
- Phuture
- Fast Eddie
- 808 State
- Kevin Saunderson

Evropské
- DJ Pierre
- Armando
- Hardfloor
- Bam Bam
- Josh Wink
- Laurent Garnier
- Emmanuel Top